# Lahmadi Bouden
Pour les articles homonymes, voir Bouden.
Lahmadi Bouden (en arabe : لحمادي ﺑﻮﺩﻥ) est un footballeur international algérien né le 4 décembre 1938 à Annaba. Il évoluait au poste de défenseur.

## Biographie

### En club
Il évoluait en première division algérienne avec son club formateur le HAMRA Annaba ou il a passé toute sa carrière footballistique .

### En équipe nationale
Lahmadi Bouden reçoit huit sélections en équipe d'Algérie entre 1963 et 1968. Il joue son premier match en équipe nationale le 26 décembre 1963, contre la Hongrie olympique (défaite 0-3). Il joue son dernier match le 11 janvier 1968, contre la Côte d'Ivoire (défaite 0-3).
Il participe avec l'équipe d'Algérie à la CAN 1968 et aux Jeux méditerranéens de 1967.

## Palmarès

### En club
HAMRA Annaba
- Championnat d'Algérie (1) :
  - Champion : 1963-64.

### En sélection nationale
- International algérien de 1963 à 1968
- Premier match le 26/12/1963:  Algérie - Hongrie Ol (0-3)
- Dernier match le 11/1/1968:  Algérie - Côte d'Ivoire (0-3)
- Nombre de matchs joués: 8  (plus 13 matchs d'application)
- Participation à la Coupe d'Afrique des Nations de 1968
- Participation aux Jeux Méditerranéens de 1967